# جايسون جون ناسو
جايسون جون ناسو (بالإنجليزية: Jason John Nassau)‏ هو عالم فلك أمريكي، ولد في 29 مارس 1893، وتوفي في 11 مايو 1965.